# Iniuria
Iniuria (lat.) znamená obecně bezpráví, v římském právu šlo o urážku na cti.
Protože ve starověkém Římě byla osobní čest pro občany velmi důležitá, znal urážku na cti už Zákon dvanácti desek. Zatím však jen jako iniurie reálné, tedy útoky proti tělesné integritě, až praetorská normotvorba zavedla iniurie verbální v podobě nadávek, posuňků nebo útoků na cudnost. Právnickým výkladem pak byly tyto soukromé delikty vztaženy i na bránění ve výkonu práv a neoprávněné užívání veřejných věcí (některé těžké urážky typu porušení domovní svobody nebo bití později Sulla prohlásil za veřejné crimen, které soudila zvláštní porota). Vždy však byl nutný úmysl působit příkoří (animus iniuriandi), na druhou stranu potupa mohla být i nepřímá, když mířila na osoby blízké poškozeného, dokonce i na jeho otroky. Ochranou byla žaloba (actio iniuriarum aestomatoria), kterou poškozený mohl žádat po škůdci zaplacení soukromé pokuty, o jejíž výši rozhodovali podle volné úvahy rekuperátoři (recuperatores). Přihlíželi ovšem k intenzitě útoku, místu, kde k němu došlo, i k postavení uráženého. Ačkoli byla tedy žalobou poenální, měla současně i infamující účinky. Vzhledem ke svému charakteru byla žalobou osobní a nepřecházející na dědice, mohl ji uplatnit jen uražený a jen vůči pachateli urážky.